# Mistero di via Monaci

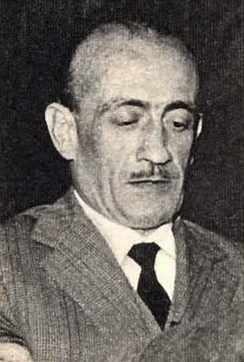
Giovanni Fenaroli, 1959

Il mistero di via Monaci, detto anche caso Fenaroli, fu il nome dato dalla stampa all'omicidio commesso il 10 settembre 1958 a Roma in un appartamento di via Ernesto Monaci n. 21, nei pressi di piazza Bologna nel quartiere Nomentano. Il caso ebbe una vasta eco mediatica, tanto che oltre ventimila persone attesero per una notte intera di fronte al tribunale il pronunciamento della sentenza, segnando profondamente la società italiana del periodo.

## Storia
La mattina dell'11 settembre 1958, Maria Teresa Viti, la domestica che lavora nell'appartamento della signora Maria Martirano in Fenaroli (n. 1911) in via Monaci a Roma, suona il campanello, ma, contrariamente al solito, la padrona di casa non viene ad aprire. La domestica chiede aiuto al portiere e al fratello della signora, ma solo l'intervento di un vicino di casa, entrato nell'appartamento dalla finestra della cucina, consente di scoprire il cadavere di Maria Martirano, disteso in cucina; la donna, come si scoprirà più tardi, è morta per strangolamento. L'ipotesi di furto, realistica a una prima analisi per l'assenza di 400 000 lire in contanti e dei gioielli, viene poi scartata poiché l'assassino ha ignorato una cifra più ingente nell'armadio della camera del marito.

## Le indagini
Le indagini, condotte dalla squadra mobile nelle persone di Ugo Macera in collaborazione con Nicola Scirè, riescono a dedurre l'ora dell'omicidio, fra le 23:30 e la mezzanotte. Fra i sospettati c'è il marito, il geometra Giovanni Fenaroli, titolare della società Fenarolimpresa, che vive a Milano, dove si occupa di edilizia. Il movente avrebbe potuto essere la possibilità di riscuotere una polizza stipulata sulla vita della moglie per un valore di 150 milioni di lire; inoltre, si scoprirà in seguito che era stata falsificata la firma sulla clausola che prevedeva la morte violenta. L'alibi del marito sembra reggere perché al momento dell'omicidio era in ufficio a Milano con il ragioniere Egidio Sacchi, amministratore della Fenarolimpresa.
Gli investigatori seguono comunque la pista dell'uxoricidio commesso per il tramite di un sicario e, due mesi dopo, vengono a capo del mistero: il ragionier Sacchi confessa di essere stato presente alla telefonata con la quale Fenaroli, poco prima dell'omicidio, comunicava alla moglie che sarebbe passato un tal Raoul Ghiani (n. 1931), per consegnare dei documenti; questi era un operaio elettrotecnico giovane e prestante, che venne compensato con un milione di lire per il delitto.

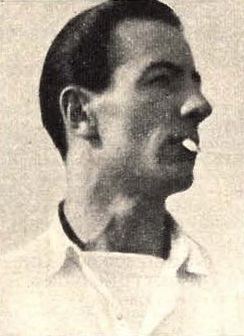
Raoul Ghiani

Secondo le indagini si scoprì che Fenaroli aveva conosciuto Ghiani grazie all'amicizia di quest'ultimo con certo Carlo Inzolia, fratello di Amalia Inzolia, una donna con la quale Fenaroli, dieci anni prima, aveva avuto una relazione; questa donna aveva una figlia, Donatella, che venne adottata da Fenaroli e che, quando nel 1957 rimase orfana, andò ad abitare con lo zio, Carlo Inzolia.
La sera precedente la scoperta del cadavere della Martirano a Roma, Ghiani avrebbe lasciato il lavoro in fabbrica verso le 18:30 e sarebbe stato portato in auto all'aeroporto della Malpensa, dove sarebbe partito per Ciampino con in tasca un biglietto di sola andata a nome Rossi; recatosi poi immediatamente in via Monaci (una telefonata del marito, con la quale la vittima sarebbe stata convinta ad aprire la porta a Ghiani con il pretesto che questi doveva ritirare documenti riservati e importanti, l'avrebbe preceduto), avrebbe compiuto il delitto e quindi sarebbe rientrato a Milano in vagone-letto, giungendo appena in tempo per timbrare il cartellino presso la ditta ove lavorava, il giorno 11 settembre. Ghiani era un ventisettenne, figlio di un bigliettaio dell'azienda tranviaria, e viveva a Milano con la madre, Clotilde Guatteri, il fratello Luciano e la sorella Lia: il padre se n'era andato a vivere da solo poiché non sopportava più i tre figli, tutti e tre adulti e impiegati, con una mentalità e con atteggiamenti che lui, uomo d'anteguerra, non riusciva a comprendere.
Ghiani usciva sovente la sera, ovviamente quando non era impegnato in trasferte per lavoro, e frequentava il solito bar, ove da anni passava la serata fra partite a carte, biliardo e chiacchiere, e in determinati giorni della settimana frequentava qualche sala da ballo. Queste abitudini consolidate non gli giovarono nella presentazione di un alibi: nessuno degli amici abituali riuscì a ricordare se la sera del 10 settembre 1958 lui fosse o no con loro. Ghiani venne arrestato in quanto venne riconosciuto da una donna, Reana Trentini, come il visitatore ricevuto quella sera dalla vittima, oltre che da un passeggero del treno con il quale sarebbe tornato a Milano; inoltre si scoprì che la sera precedente c'era stato un tentativo, che era andato a vuoto e i biglietti del treno per quella occasione erano stati acquistati a suo nome. La polizia poi dimostrò che uscito dalla fabbrica alle 18:30 sarebbe potuto arrivare all'aeroporto e l'Alitalia confermò che un signor Rossi fu imbarcato all'ultimo minuto e, secondo la testimonianza di Sacchi, Rossi era Raoul Ghiani.

## Il processo
Il "Caso Fenaroli", approdato nelle aule dei tribunali, appassionò l'Italia dividendola in "colpevolisti" e "innocentisti" e fu la prima volta in Italia che il pubblico dedicò la sua attenzione e passione a un caso di omicidio compiuto "a freddo" e con determinazione e impostazione a lungo studiata e realizzata nei minimi particolari, sul filo di percorsi in auto, orari di aerei e treni determinanti per il successo dell'operazione, che un qualunque disguido, non del tutto improbabile, nella sequenza dei vari movimenti dell'assassino, avrebbe potuto mandare a monte.
Secondo l'accusa, la mente che studiò tutto questo era un geometra, imprenditore sulla via del fallimento, che per la sua meticolosità nel progettare il crimine, giostrandosi fra le insidie del mancato rispetto di orari previsti con precisione assoluta e con margini esigui, venne anche chiamato «il capostazione della morte». In un articolo Indro Montanelli si disse convinto che il denaro e il guadagno non fossero stati mai i veri traguardi di Fenaroli e ipotizzò che «probabilmente l'odio per la Martirano gli nacque in corpo il giorno in cui, come prima o poi capita a tutti i mariti, si accorse che lei lo vedeva com'era e non come lui si sforzava di sembrare: un pover'uomo qualunque.»

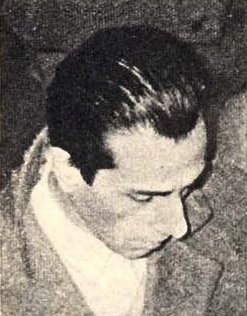
Carlo Inzolia

L'11 giugno 1961 la Corte d'assise di Roma, con la testimonianza determinante del ragionier Sacchi, condannò Fenaroli e Ghiani all'ergastolo, mentre Carlo Inzolia venne assolto per insufficienza di prove (20 000 persone, fuori dal tribunale, attesero la sentenza fino alle 5 del mattino). Il 27 luglio del 1963 la Corte d'Assise d'Appello di Roma confermò le condanne all'ergastolo per Ghiani e Fenaroli, mentre Carlo Inzolia fu condannato a 13 anni di reclusione per complicità. Giovanni Fenaroli morì in carcere nel 1975, Ghiani ricevette la grazia nel 1983, mentre Carlo Inzolia ottenne nel 1970 la libertà condizionata.

## Indagini giornalistiche successive
Molti anni dopo il caso venne studiato nuovamente, perché si pensava a una possibile vendetta contro Fenaroli condotta dall'Italcasse per liberarsi da un possibile ricatto. In quell'indagine, condotta dal giornalista Antonio Padellaro, si mostrava anche che la situazione economica dell'indagato non era poi tanto disastrosa come si pensava. Destava sospetti anche il fatto che Fenaroli non avesse mai cercato d'incassare l'indennizzo previsto dalla polizza, per il quale avrebbe ordinato l'omicidio. Inoltre molto sospette apparvero le prove contro Ghiani, nel cui laboratorio, nella ditta per la quale lavorava, un anno dopo il delitto e dopo che numerose perquisizioni vi erano già state svolte, vennero ritrovati i gioielli rubati.

## Influenza culturale
- Al caso Fenaroli è ispirata la sceneggiatura del film Il vedovo girato da Dino Risi nel 1959 con Alberto Sordi, industriale di nessun successo, che cerca di uccidere la moglie Elvira Almiraghi, interpretata da Franca Valeri, per ereditarne il patrimonio.[4]
- Dalla serie TV I grandi processi, a cura di Sandro Curzi, venne tratto un film diretto da Gianpaolo Tescari in cui Giovanni Fenaroli era interpretato da Franco Castellano.
- La serie Il giallo e il nero, andata in onda su Rai 3 nel 2013, ha dedicato una puntata al caso.
- Dalla storia venne tratto uno spettacolo teatrale, Il caso Fenaroli. Tutto quello che vedi può essere falso, di Fabio Sanvitale, prodotto dal Florian TSI nel 2007 e realizzato tenendo conto di nuove indagini svolte e di testimonianze raccolte.